# Дзоппи, Джованни Кристофоро
Джованни Кристофоро Дзоппи (итал. Giovanni Cristoforo Zoppi; 1658, Кассине — 20 января 1740) — государственный деятель Сардинского королевства.
Окончил Павийский университет (1677) как юрист. Занимал должность подеста в городке Сончино, затем получил от герцога мантуанского Карла Фердинанда Гонзаги титул графа-палатина. С 1707 года профессор права в Павийском университете.
После смерти Карла Фердинанда перешёл на службу к герцогу Савойскому Виктору Амадею II. В 1713 г., когда Виктор Амадей стал королём Сицилии, назначен генеральным адвокатом. По поручению Виктора Амадея в том же году начал работу над проектом сводного кодекса законов страны и к 1718 г. завершил его, однако этот проект по требованию короля претерпел серию значительных переделок перед тем, как вступить в силу в 1723 г. Далее занимал должности в счётной палате герцогства, а затем и Сардинского королевства, с 1720 г. её второй президент, затем первый президент. В 1730 году был назначен великим канцлером королевства. В последние годы жизни работал над проектом реформы университетского образования в королевстве, который, однако, был отклонён новым королём Карлом Эммануилом III.
Имя Дзоппи носит улица (итал. Via Cristoforo Zoppi) в Алессандрии.